# Ibypeba
Ibypeba is een kevergeslacht uit de familie van de boktorren (Cerambycidae). De wetenschappelijke naam van het geslacht werd voor het eerst geldig gepubliceerd in 2012 door Martins & Galileo.

## Soorten
Ibypeba is monotypisch en omvat slechts de volgende soort:
- Ibypeba camiri Martins & Galileo, 2012